# 本费里
本费里，是西班牙巴伦西亚自治区阿利坎特省的一个市镇。总面积12km2，总人口1166人（2001年），人口密度97人/km2。